# Lenelotte von Bothmer
Helene-Charlotte „Lenelotte“ von Bothmer, geborene Wepfer (* 27. Oktober 1915 in Bremen; † 19. Juni 1997 in Isernhagen bei Hannover, Niedersachsen), war eine deutsche Politikerin (SPD) und Schriftstellerin.

## Biografie

### Familie, Ausbildung und Beruf
Bothmer war die Tochter des Geologen Emil Wepfer und der Anna-Maria Meyer. Sie heiratete 1939 den Lehrer Hermann von Bothmer (1912–1987), Sohn des Gutsbesitzers Thorwald von Bothmer.
Sie studierte Germanistik, Anglistik und Geschichtswissenschaft an den Universitäten Berlin und Tübingen. Sie arbeitete als Lehrerin an einer Frauenfachschule. Nach dem Krieg wirkte sie als Dolmetscherin bei der Militärregierung im britischen Sektor und als Museumslehrerin der Stadt Hannover.

### Politik
Bothmer trat 1945 in die SPD ein. Sie war acht Jahre lang Mitglied des Unterbezirksvorstandes der SPD Peine-Burgdorf. Sie wirkte als Vorsitzende des Unterbezirksfrauenausschusses und des Bezirksfrauenausschusses der SPD sowie als Mitglied des SPD-Bezirksvorstandes Hannover und im Parteirat der Bundes-SPD.
Von 1966 bis 1967 war sie Mitglied des Niedersächsischen Landtags, von 1969 bis 1980 des Deutschen Bundestags. Sie gehörte unter anderem den Bundestags-Ausschüssen für Bildung und Wissenschaft sowie für Auswärtige Angelegenheiten an. Sie engagierte sich insbesondere in der Friedenspolitik und im Kampf gegen die Apartheid in Südafrika.
Von 1971 bis 1983 war Bothmer Vorsitzende des Bundes für Naturschutz und Landschaftspflege in Niedersachsen (heute BUND). Sie war Gründerin der Deutsch-Arabischen Parlamentariergesellschaft und von 1976 bis 1981 deren Präsidentin.
Am 14. Oktober 1970 löste sie einen Skandal aus, weil sie als erste Frau in einem Hosenanzug eine Rede im Bundestag hielt. Am 15. April 1970 war sie bereits im Hosenanzug im Plenum erschienen. Zuvor hatte der Vizepräsident des Bundestages Richard Jaeger (CSU) erklärt, er würde es keiner Frau erlauben, das Plenum in Hosen zu betreten, geschweige denn an das Rednerpult zu treten. Von dieser Äußerung provoziert, kaufte sie einen hellen Hosenanzug und betrat den Bundestag. Sie erhielt daraufhin eine Vielzahl von anonymen Schreiben, in denen sie zum Teil heftig beschimpft wurde.
Nach dem Rückzug aus der Politik wurde sie als Schriftstellerin tätig und schrieb mehrere Bücher und Theaterstücke. Auf dem Schriftstellerkongress in Berlin (14./15. Mai 1986) wurde sie als Beisitzerin in den Bundesvorstand des Verbands deutscher Schriftsteller (VS), heute in ver.di, gewählt und hatte dieses Amt bis September 1987 inne.

## Schriften
- Lieselotte Berger, Lenelotte von Bothmer, Helga Schuchardt: Frauen ins Parlament? Von den Schwierigkeiten, gleichberechtigt zu sein. (= rororo aktuell, rororo 1946). Rowohlt, Reinbek bei Hamburg 1976, ISBN 3-499-11946-3.
- Projekt Afrika. Hilfe zur Selbsthilfe? Arena, Würzburg 1981, ISBN 3-401-03959-8.
- Ich will nicht Krieg. Erfahrungen und Konsequenzen. Radius, Stuttgart 1982, ISBN 3-87173-614-7.
- Jossi und Abdallah. Erzählung. Weltkreis, Köln 1989, ISBN 3-88142-445-8.
- Mit der Kuh am Strick. Szenen aus den Dienstjahren einer Hinterbänklerin. Antonia, Hamburg 1996, ISBN 3-9804627-2-2.

## Hörbuch
- Herr Böök begegnet. Geschichten von Lenelotte von Bothmer und Musik von Johann Sebastian Bach. Gesprochen von der Autorin. Ohrbuch, München 1990, ISBN 3-927689-15-7.